# Sveriges militära stöd till Ukraina
Sveriges militära stöd till Ukraina är det militära stöd som Ukraina har fått av Sverige för att försvara sig mot Rysslands invasion av landet som inleddes den 24 februari 2022. Det som inkluderas i stöden är bland annat krigsmateriel, kontanta bidrag, utbildningsmöjligheter samt samverkan med andra länder och intressenter. Sverige har också utöver militärt stöd även bidragit med civila och humanitära bistånd till landet.
Den 27 februari 2022 meddelade Sveriges regering att regeringen ville skicka 5 000 pansarskott m/86, 5 000 skyddsvästar, 5 000 hjälmar samt 135 000 fältransoner som militärt stöd till Ukraina för att stävja den ryska invasionen. Det hela var värt uppemot 400 miljoner svenska kronor.  Samma dag röstade Sveriges riksdag nästan enhälligt för regeringens förslag. Det har inte hänt något liknande att Riksdagen har beslutat om militärt stöd till en utländsk statsmakt sedan det finska vinterkriget 1939.
Det svenska militära stödet har dock gjort att Försvarsmakten har fått brist på krigsmateriel eftersom det som har skickats ner till Ukraina är från existerande lager samt att inköpspriserna för nya har skjutits i höjden. Det råder också brist på personal på grund av att ukrainsk militär personal måste också utbildas.

## Stödpaket
Lista över offentliggjorda stödpaket.

### Militära
| Stödpaket | Värde              | Ett urval av innehåll |
| --------- | ------------------ | --- |
| 1–4       | 1 000 000 000 SEK  | Robot 17; pansarskott; minröjningsutrustning; automatgevär och tillhörande ammunition; personlig skyddsutrustningar; hjälmar; skyddsvästar samt fältransoner.                |
| 5–8       | 1 000 000 000 SEK  | Pansarvärnssystem; understödsvapen; ammunition till artillerier samt minröjningsutrustning.                                                                                  |
| 9         | 3 000 000 000 SEK  | Luftvärnssystem; mrap-fordon; underkalibrig ammunition; riktmedel; tält; personlig skyddsutrustning; vinterkläder samt maskeringsnät.                                        |
| 10        | 4 300 000 000 SEK  | Stridsfordon 90; pansarvärnsrobot 57; granatgevär med tillhörande ammunition; pansarskott; automatgevär samt minröjningsutrustning.                                          |
| 11        | 6 300 000 000 SEK  | Stridsvagn 122; artillerisystem 08 Archer samt delar av robotsystem 97. |
| 12        | 250 000 000 SEK    | Kontanta bidrag till bland annat Försvarsmakten för att träna upp ukrainska stridspiloter för att hantera Saab 39 Gripen.                                                    |
| 13        | 3 400 000 000 SEK  | Transportfordon; ammunition med ammunitionskomponenter; minröjningsutrustning; reservdelar till stridsfordon 90 och stridsvagn 122; samt beredskapsvaror.                    |
| 14        | 2 660 000 000 SEK  | Ammunition till artillerier och stridsfordon 90; utrustningar för infanterier; kommunikationsutrustningar samt reservdelar.                                                  |
| 15        | 7 100 000 000 SEK  | Stridsbåt 90H; gruppbåtar; ambulanser; robot 70; robot 55; undervattensvapen; granatgevär med tillhörande ammunition; handgranater samt medicintekniska produkter.           |
| 16        | 13 300 000 000 SEK | ASC 890-flygplan; pansarbandvagn 302; tankbilar; robot 99 samt ammunition till artillerier.                                                                                  |
| 17        | 4 600 000 000 SEK  | Stridsbåt 90H; robot 70; granatkastare och granatgevär med tillhörande ammunition; pansarskott; stridsvagnsminor; skyddsmaskar; samt skyddsutrustning mot CBRN-krigföring.   |
| 18        | 13 500 000 000 SEK | Stridsbåt 90H; båtar och andra fordon för kustbevakning; vapenstationer för sjökrigföring; lastbilar; pansarskott; pansarvärnsrobotar samt ammunition för 12,7 × 99 mm Nato. |
| 19        | 15 900 000 000 SEK | Ny och begagnad inhemsk och utländsk krigsmateriel. |
|           | 76 310 000 000 SEK | |

### Civila
| Tidpunkt       | Värde             | Ett urval av innehåll                                                                            |
| -------------- | ----------------- | ------------------------------------------------------------------------------------------------ |
| Februari 2022  | 500 000 000 SEK   | Ekonomiskt stöd till Ukrainas försvarsmakts fond som administreras av Ukrainas centralbank.      |
| Juni 2022      | 577 000 000 SEK   | Ekonomiskt stöd till Ukrainas försvarsmakts fond som administreras av Ukrainas centralbank.      |
| December 2023  | 50 000 000 SEK    | Ekonomiskt stöd till Natos stödfond för Ukraina.                                                 |
| Mars 2024      | 810 000 SEK       | Vattenskotrar från Kustbevakningen.                                                              |
| September 2024 | 630 000 SEK       | Vattenskotrar från Kustbevakningen.                                                              |
| November 2024  | Ej känt           | Miljöskyddsfartyg, lastbil, skåpbil, personbilar, personlig skyddsutrustningar och skyddsmaskar. |
| Augusti 2025   | 2 700 000 000 SEK | Ekonomiskt stöd till för att förse Ukraina med amerikanskt krigsmateriel.                        |
|                | 3 828 440 000 SEK |                                                                                                  |

## Sammanställning
En sammanställning av Sveriges regering för hur många olika vapensystem som Sverige har skänkt alternativt medfinansierat.
| Vapensystem               | Antal |
| ------------------------- | ----- |
| Artillerisystem 08 Archer | 26    |
| ASC 890-flygplan          | 2     |
| Gruppbåt                  | 20    |
| Pansarbandvagn 302        | 200+  |
| Pansarskott m/86          | 9000+ |
| Robotsystem 70            | 500+  |
| Stridsbåt 90H             | 32    |
| Stridsfordon 90           | 90    |
| Stridsvagn 122            | 10    |